# Pseudorhicnoessa rattii
Pseudorhicnoessa rattii är en tvåvingeart som beskrevs av Munrai 1981. Pseudorhicnoessa rattii ingår i släktet Pseudorhicnoessa och familjen Canacidae. Inga underarter finns listade i Catalogue of Life.